# Daniil Alexandrowitsch Juffa
Daniil Alexandrowitsch Juffa (russisch Даниил Александрович Юффа, FIDE-Schreibweise Daniil Yuffa; * 25. Februar 1997 in Tjumen) ist ein russisch-spanischer Schachspieler. Seit 2016 trägt er den Titel Großmeister im Schach.

## Karriere
Daniil Juffa startete seine Karriere zunächst im russischen Verband. Bereits bei der Schacholympiade 2010 in Chanty-Mansijsk kam er in einer regionalen Jugendauswahl zum Einsatz, die als fünfte Mannschaft des Gastgeberlandes startete.
Die erste Norm für den Titel als Internationaler Meister erreichte er schon im Dezember 2010 bei einem Turnier in seiner Heimatstadt Tjumen, die übrigen zwei Normen erreichte er im Juli und August 2011 bei Turnieren in Tschechien. Zwar hatte auch die FIDE bei ihrem Kongress im Oktober 2011 das Erreichen der notwendigen Turniernormen bestätigt, allerdings trat die Verleihung des Titels erst in Kraft, nachdem Juffa im Mai 2014 eine Elo-Zahl von über 2400 erreicht hatte.
Seine erste Großmeister-Norm erzielte Juffa im Dezember 2015 bei dem Qatar Masters Open, unter anderem mit Siegen gegen die Großmeister Viktor Bologan und S. P. Sethuraman. Die zweite Norm folgte im Juli 2016 mit dem Czech Open in Pardubice, ehe er beim Riga Technical University Open im August 2016 erneut eine ausreichend erfolgreiche Leistung zeigte. Die Elo-Marke von 2500 überschritt er bereits im Dezember 2015, somit konnte die FIDE ihm den Großmeister-Titel im September 2016 verleihen.
Im Oktober 2021 wechselte Juffa zum spanischen Schachverband.
Juffa schaffte im Dezember 2024 erstmals den Sprung in die Top 100 der FIDE-Weltrangliste und konnte sich bis zum Juni 2025 auf den 67. Rang steigern.

## Verein
In der deutschen Schachbundesliga spielte Juffa 2022/23 und 2023/24 jeweils neun Partien für den SK Doppelbauer Kiel. In der Saison 2024/25 wurde er ebenfalls für die Mannschaft der Kieler gemeldet; diese zog sich jedoch noch vor Saisonbeginn vom Spielbetrieb zurück.